# مايرون ستيفنز
مايرون ستيفنز (بالإنجليزية: Myron Stevens)‏ هو سائق سباق ومهندس أمريكي، ولد في 17 فبراير 1901، وتوفي في 2 يوليو 1988.